# Sankt Wolfgang
Sankt Wolfgang (eller St. Wolfgang) er en kommune i Landkreis Erding i Regierungsbezirk Oberbayern i den tyske delstat Bayern. Kommunen grænser til kommunerne Dorfen og Isen i Landkreis Erding og Haag in Oberbayern og Obertaufkirchen i Landkreis Mühldorf am Inn.
Det er et landligt område med bakker og spredte skove. Sankt Wolfgang ligger i dalen til floden Goldach cirka 27 km sydøst for landkreisens administrationsby Erding, 40 km syd for Landshut, 23 km nord for Wasserburg am Inn og 48 km øst for delstatshovedstaden München.
I Østrig er der en landsby med samme navn ved Wolfgangsee, Sankt Wolfgang im Salzkammergut. Byerne er venskabsbyer.

## Bydele
Ud over St. Wolfgang med 1.717 indbyggere, er der i kommunen følgende landsbyer, der tidligere var selvstændige kommuner (undtagen Armstorf og Großschwindau):
- Armstorf (1.001 indbyggere)
- Gatterberg (Berg) (169 indbyggere)
- Großschwindau (130 indbyggere)
- Jeßling (472 indbyggere)
- Lappach (410 indbyggere)
- Pyramoos (237 indbyggere)
- Schönbrunn (239 indbyggere)